# Kite (альбом Кирсти МакКолл)
Kite — второй студийный альбом британской певицы и автора песен Кирсти Макколл, выпущенный в 1989 году. Продюсером выступил её тогдашний муж Стив Лиллиуайт, это был её первый лонгплей для Virgin Records. Релиз включал кавер-версию хита The Kinks «Days», а также два трека, написанных совместно с гитаристом The Smiths Джонни Марром. 6 октября 1989 года он был сертифицирован BPI как серебряный.

## Об альбоме
В интервью Melody Maker в 1991 году Макколл прокомментировала предпосылки данной записи: «В случае с Kite я чувствовала, что должна доказать, что я не та простушка-соседка, какой меня изображали. Эта идея так долго висела у меня на шее, как грёбанные вериги, и я хотела доказать, что да, я могу написать грёбанную песню, приятель!».

## Список композиций
| №  | Название          | Автор(ы)                      | Длительность |
| -- | ----------------- | ----------------------------- | ------------ |
| 1. | «Innocence»       | Кирсти Макколл, Пит Гленистер | 4:09         |
| 2. | «Free World»      | Кирсти Макколл                | 2:38         |
| 3. | «Mother’s Ruin»   | Кирсти Макколл, Пит Гленистер | 3:57         |
| 4. | «Days»            | Рэй Дэвис                     | 3:00         |
| 5. | «No Victims»      | Кирсти Макколл                | 3:50         |
| 6. | «Fifteen Minutes» | Кирсти Макколл                | 3:12         |

| №  | Название                                   | Автор(ы)                      | Длительность |
| -- | ------------------------------------------ | ----------------------------- | ------------ |
| 1. | «Don’t Come the Cowboy with Me Sonny Jim!» | Кирсти Макколл                | 3:47         |
| 2. | «Tread Lightly»                            | Кирсти Макколл, Пит Гленистер | 3:20         |
| 3. | «What Do Pretty Girls Do?»                 | Кирсти Макколл, Пит Гленистер | 2:37         |
| 4. | «Dancing in Limbo»                         | Кирсти Макколл                | 2:51         |
| 5. | «The End of a Perfect Day»                 | Кирсти Макколл, Джонни Марр   | 3:23         |
| 6. | «You and Me Baby»                          | Кирсти Макколл, Джонни Марр   | 2:31         |

| №                   | Название                               | Автор(ы)                         | Длительность |
| ------------------- | -------------------------------------- | -------------------------------- | ------------ |
| 13.                 | «You Just Haven’t Earned It Yet, Baby» | Моррисси, Джонни Марр            | 2:50         |
| 14.                 | «La Forêt de Mímosas»                  |                                  | 3:36         |
| 15.                 | «Complainte Pour Ste Catherine»        | Анна МакГарригл, Филипп Татарчеф | 3:33         |
| Общая длительность: | Общая длительность:                    | Общая длительность:              | 49:14        |

## Участники записи
Список составлен в соответствии с информацией базы данных Discogs.
| Музыканты: - Кирсти Макколл — вокал, акустическая гитара (песня 10), электрогитара (песня 10), бас (песня 10), наколенная слайд-гитара (песни 6, 7), автоарфа (песня 6), перкуссия (песни 6, 10) - Гай Баркер — труба (песни 6, 7, 15) - Марк Берроу — скрипка (песни 1, 12) - Стюарт Брукс — труба (песни 7, 15) - Пол Краудер — ударные (песни 2, 9, 13-15) - Бен Крафт — скрипка (песни 1, 12) - Джеймс Эллер — бас (песни 2, 3, 6, 7) - Мел Гейнор — ударные (песни 1, 4, 5, 8, 9, 11, 13-15) - Уилфред Гибсон — скрипка (песни 1, 7, 12) - Рой Гиллард — скрипка (песни 1, 7, 12) - Дэвид Гилмор — электрогитара (песня 5), акустическая гитара (песня 12) - Пит Гленистер — акустическая гитара (песни 1-7, 9, 11), электрогитара (песни 1-3, 7-9, 14, 15) - Малькольм Гриффитс — тромбон (песни 6, 7, 15) - Джейми Лиллиуайт — вокал (песня 1) - Луи Лиллиуайт — вокал (песня 1) - Стив Лиллиуайт — контрабас (песня 6) - Робби Макинтош — акустическая гитара (песни 2, 6, 7), электрогитара (песня 3) - Джонни Марр — электрогитара (песни 3-5, 8, 9, 11-13), акустическая гитара (песни 4, 9), губная гармошка (песня 15) - Ив Н’Джок — электрогитара (песни 1, 14, 15), бэк-вокал (песня 15) - Пино Палладино — бас (песни 1, 5, 8, 11, 14, 15) - Дэвид Палмер — ударные (песни 2, 3, 6, 7), перкуссия (песня 7) | Музыканты: - Гай Пратт — бас (песни 9, 13), контрабас (песня 4) - Колин Стюарт — акустическая гитара (песни 1, 5, 6, 14, 15); электрогитара (песни 6, 11) - Джейми Талбот — тенор-саксофон (песня 6) - Филип Тодд — кларнет (песня 6) - Фиахра Тренч — аранжировки для струнных и медных духовых инструментов (песни 1, 6, 7, 12, 15) - Стив Тёрнер — электрогитара (песня 7), эффекты (песня 7) - Дэйв Вудкок — скрипка (песни 1, 12) - Гэвин Райт — скрипка (песни 1, 7) Технический персонал: - Стив Лиллиуайт — музыкальный продюсер - Стив Чейз — звукоинженер - Алан Дуглас — звукоинженер - Крис Дики — звукоинженер - Колин Стюарт — звукоинженер, инженер по сведе́нию - Ноэль Харрис — ассистент звукоинженера - Рой Спонг — ассистент звукоинженера - Марк Уоллис — инженер по сведе́нию - Хайди Канново — ассистент инженера по микшированию - Bill Smith Studio — дизайн - Кирсти Макколл — дизайн - Эндрю Макферсон — фотографии |

## Позиции в хит-парадах и сертификации
| Год  | Хит-парад                                 | Высшая позиция | Пребывание |
| ---- | ----------------------------------------- | -------------- | ---------- |
| 1989 | Австралия (ARIA)                          | 110            | нет данных |
| 1989 | Великобритания (UK Albums Chart)          | 34             | 12 недель  |
| 1989 | Швеция (Sverigetopplistan)                | 48             | 1 неделя   |
|      |                                           |                |            |
| 2021 | Великобритания (Independent Albums Chart) | 48             | 1 неделя   |
| 2021 | Великобритания (Record Store Chart)       | 38             | 1 неделя   |

| Регион                                                      | Сертификация | Продажи |
| ----------------------------------------------------------- | ------------ | ------- |
| Великобритания (BPI)                                        | Серебряный   | 60 000^ |
| ^ Данные о тиражах приведены только на основе сертификации. |              |         |